# Un uomo per la città
Un uomo per la città (The Man and the City) è una serie televisiva statunitense in 15 episodi trasmessi per la prima volta nel corso di una sola stagione dal 1971 al 1972.
È una serie del genere drammatico incentrata sulle vicende di Thomas Jefferson Alcala (interpretato da Anthony Quinn), un sindaco vedovo di origine ispanica di una città non identificata nel Sudovest degli Stati Uniti d'America (le riprese in esterno furono girate ad Albuquerque). Aiutato dal suo braccio destro Andy Hays e dalla segretaria Marian Crane, Alcala cerca di essere d'aiuto ai suoi cittadini restando fuori dai giri politici di potere.
Nonostante la presenza di Quinn, The Man and the City negli Stati Uniti fu un fallimento, finendo terzo nella sua fascia oraria del mercoledì sera contro Mannix e la serie antologica Mistero in galleria, e fu annullata a metà stagione.

## Personaggi e interpreti
- Thomas Jefferson Alcala (15 episodi, 1971-1972), interpretato da Anthony Quinn.
- Andy Hays (15 episodi, 1971-1972), interpretato da Mike Farrell.
- Marian Crane, interpretata da Mala Powers.
- Borden (3 episodi, 1971), interpretato da William Schallert.

## Produzione
La serie fu prodotta da Universal TV e girata ad Albuquerque nel Nuovo Messico. Le musiche furono composte da Billy Goldenberg e Alex North. Tra i registi della serie è accreditato Paul Henreid (4 episodi, 1971).

## Distribuzione
La serie fu trasmessa negli Stati Uniti dal 15 settembre 1971 al 5 gennaio 1972 sulla rete televisiva ABC. In Italia è stata trasmessa con il titolo Un uomo per la città.
Alcune delle uscite internazionali sono state:
- negli Stati Uniti il 15 settembre 1971 (The Man and the City)
- nei Paesi Bassi il 2 giugno 1973 (Een man van gezag)
- in Francia il 3 giugno 1973 (L'homme de la cité)
- in Spagna (El hombre y la ciudad)
- in Turchia (Sehir ve adam)
- in Italia (Un uomo per la città)

## Episodi
| Stagione       | Episodi | Prima TV USA |
| -------------- | ------- | ------------ |
| Prima stagione | 15      | 1971-1972    |